# Júzcar
Júzcar is een plaats en gemeente in de provincie Málaga, deel van de autonome regio Andalusië in Spanje. De gemeente ligt circa 22 kilometer van Ronda en 113 van de provinciehoofdstad Málaga. Het aantal inwoners bedraagt 223. De inwoners worden Juzcareños genoemd.
In 2011 kwam het dorp in het nieuws omdat het geheel blauw werd geschilderd voor de wereldpremière van de 3D-film The Smurfs. Ondanks dat de filmstudio had aangeboden de huizen kosteloos terug over te schilderen, besloot men de blauwe kleur te behouden, omdat dit het toerisme zeer ten goede was gekomen.

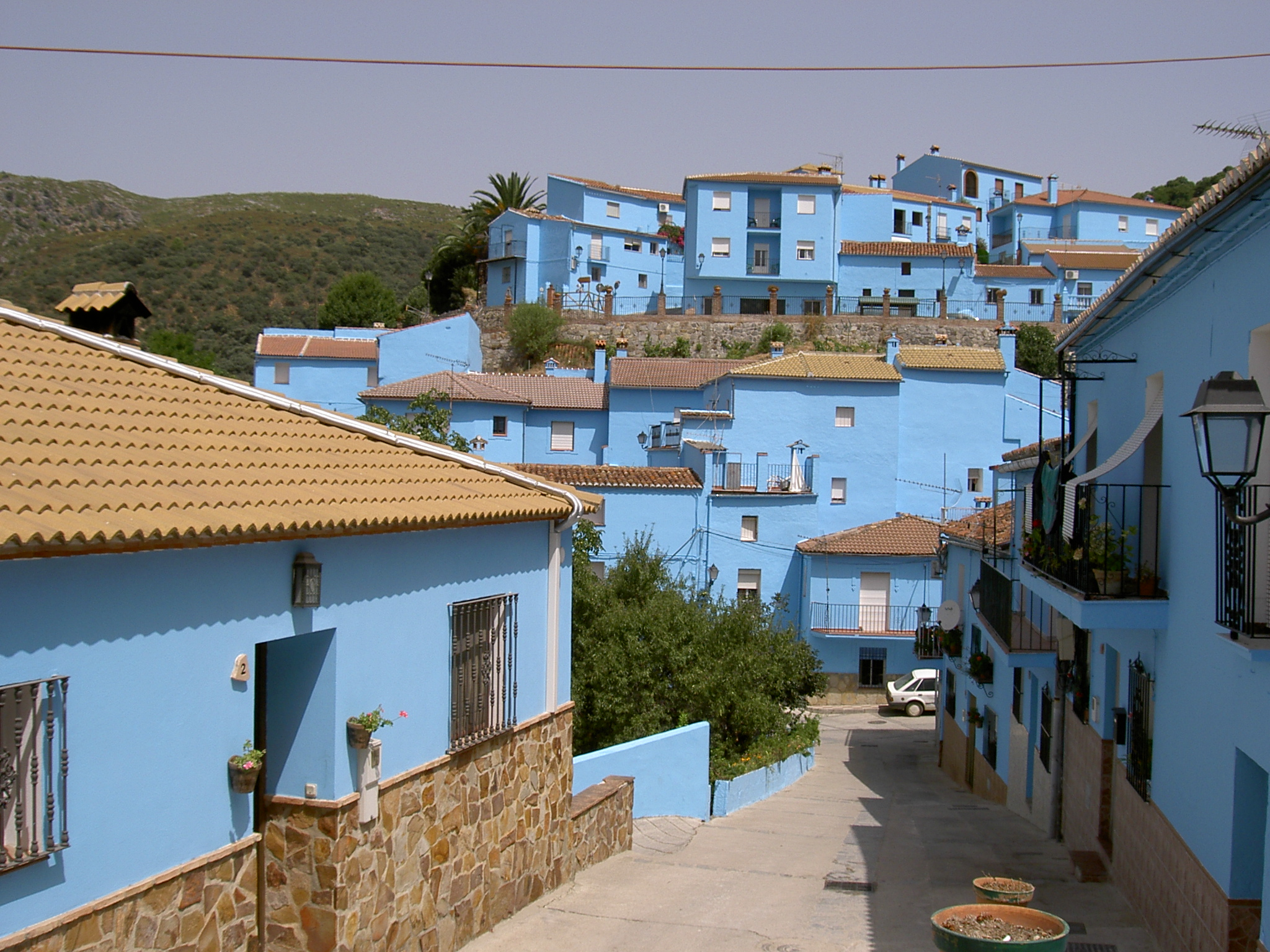
Het blauwgeschilderde dorp

## Demografische ontwikkeling
Bron: INE, 1857-2011: volkstellingen